# UTV Action
UTV Action  est une chaîne de télévision indienne détenue par le groupe privé UTV Software Communications, filiale de la Walt Disney Company. La chaîne diffuse des longs métrages de Bollywood ou de Hollywood spécialisé dans le genre film d'action. La chaîne est aussi connue sous le nom UTV Bindass Movies et associée à la chaîne 
UTV Bindass.

## Diffusion
- Satellite 
  - Airtel : Channel 166
  - Big TV : Channel 215
  - Dish TV : Channel 212
  - Sun Direct : Channel 358
  - Tata Sky : Channel 313
  - Videocon d2h : Channel 211
- Cable 
  - F.D.I Digital tv Goa : Channel 51